# 스크리블너츠
스크리블너츠(Scribblenauts)는 독립 스튜디오인 5th Cell에서 주로 개발한 액션 퍼즐 비디오 게임 시리즈이다. 이 시리즈는 워너 브라더스 인터랙티브 엔터테인먼트가 소유하고 배급했다. 이 시리즈의 첫 번째 게임은 스크리블너츠라는 제목으로 2009년 9월 15일 북미에서 닌텐도 DS로만 처음 출시되었다. 첫 번째 게임 출시 이후 2개의 편집본과 2개의 만화 각색 외에 5개의 다른 스크리블너츠 게임이 출시되었다.
스크리블너츠 시리즈는 주로 플레이어를 자신이 쓴 모든 것을 소환하는 마법의 공책을 가지고 있는 소년인 맥스웰(Maxwell)로 간주한다. 플레이어는 노트북을 사용하여 다양한 아이템과 생물을 소환하여 퍼즐을 풀어야 하며 이는 새로운 게임플레이 요소로 이어진다. 시리즈의 여섯 번째이자 최신작인 스크리블너츠 쇼다운(Scribblenauts Showdown)은 액션 퍼즐 게임이라기보다는 파티 게임에 가깝다는 점에서 다른 항목과 크게 다른 게임 플레이를 제공한다.
시리즈에 대한 비판적 반응은 전반적으로 긍정적이었으며 비평가들은 시리즈가 창의적인 사고를 장려하는 방법과 게임 내에서 소환할 수 있는 개체의 수를 칭찬했다. 그러나 일부 비판은 개체의 속성 부족에 대한 것이었고 일부 비평가는 이것이 플레이어의 창의성을 제한한다고 느꼈다. 2015년 10월까지 이 시리즈는 다양한 시리즈에 걸쳐 1,300만 장 이상 판매되었다.

## 목록
- 스크리블너츠 (비디오 게임)
- 슈퍼 스크리블너츠
- 스크리블너츠 리믹스
- 스크리블너츠 언리미티드
- 스크리블너츠 언마스크드
- 스크리블너츠 쇼다운